# Atomismo

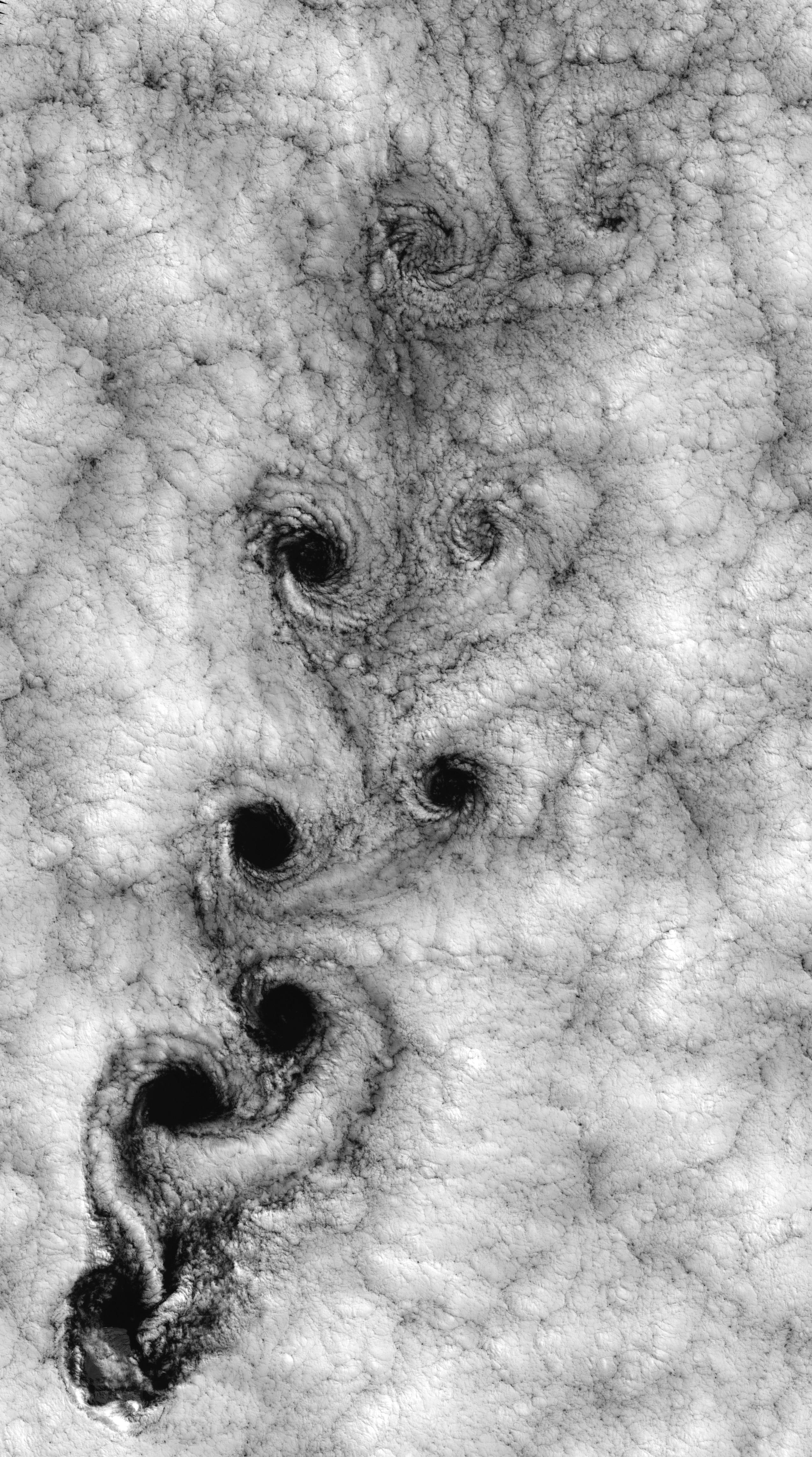
A ideia do Vórtice é um dos aspectos mais significativos do pensamento epicurista, que o considerava um ponto de convergência dos átomos para a formação dos mundos.

Atomismo (em grego clássico: ἄτομον atomon o que não pode ser cortado, indivisível) é uma filosofia natural que se desenvolveu em várias tradições antigas. Os atomistas teorizaram que a natureza consiste em dois princípios fundamentais: átomo e vazio. Ao contrário de seu homônimo científico moderno em teoria atômica, os átomos filosóficos vêm em uma variedade infinita de formas e tamanhos cada uma delas sendo indestrutíveis, imutáveis e cercadas por um vazio onde colidem com os outros ou se reúnem em juntos formando arranjos. O aglomerado de diferentes formas, arranjos e posições dão origem a várias substâncias macroscópicas no mundo.
Referências ao conceito de atomismo e seus átomos são encontrados na  Índia antiga e Grécia Antiga. Na Índia as escolas atomistas Jainistas, Ajivika e Carvaka remontam ao século VI a.C.. As escolas Nyaya e Vaisheshika desenvolveram teorias sobre como os átomos se combinavam para formar objetos mais complexos. No Ocidente, o atomismo surgiu no século V a.C., com Leucipo e Demócrito. A questão sobre se cultura indiana influenciou gregos ou vice-versa, ou se ambos evoluíram de forma independente ainda está em disputa.

## História

### Atomismo grego antigo
A teoria atomista se desenvolve em algum após a metade do século V a. c., por obra de Leucipo e Demócrito, cujas elaborações filosóficas são dificilmente separáveis nos registros transmitidos e preservados. Sua formação conceitual guarda similaridades com as elaborações precedentes de Anaxagoras e Empédocles acerca da pluralidade de entidades irredutiveis, cujo movimento de composição e decomposição explica o movimento testemunhado no mundo dos fenômenos. Diferentemente desses filósofos, porém, o atomismo considera essas entidades como infinitas em número e indivisíveis, variando em forma, tamanho e possivelmente também em seu peso. Essas são particulas plenas e internamente unificadas, chamadas, por inspiração da teoria parmenideana do Ser, de 'aquilo que é', ou simplesmente Ser, que existem circulando no vácuo, chamado de vázio ou de não-ser. Esses dois conceitos formam a base simples do mundo, onde todo o resto decorre de suas misturas e composições. Fragmentos preservados atribuidos aos primeiros atomistas, como o transmitido por Galeno, "Por convenção doce, e por convenção amargo, por convenção quente, por convenção frio: na realidade átomos e vácuo" (DK 68B9 = B125), demonstram a distinção colocada entre a percepção humana e a constituição própria das coisas, onde 'convenção' tem um sentido análogo ao de qualidade secundária, como também o relativo ceticismo dos atomistas em relação ao conhecimento empírico.
O conceito de vácuo destaca-se pelas dificuldades filosóficas que carrega, dado que deve, para que a teoria tenha validade, ser tão real e conhecível quanto o átomo, ainda que as evidências apontem que os atomistas chamavam-o de 'não-ser' ou 'aquilo que não é', o que implica uma contradição de termos em contraste com a influência eleática do atomismo. Entretanto, outros fragmentos indicam que Demócrito verdadeiramente considerava o vácuo como existente (hupostasis) e dotado de uma natureza própria (phusis), e afirmava que um corpo não 'seria mais' que o vácuo. A ideia do vazio é essencial à teoria atomista, pois possibilita a ideia de movimento, a existência dos átomos enquanto unidades separadas, como também a dinâmica de corpos complexos - a doxografia testemunha que os atomistas explicavam a diferença de dureza e resistência dos metais como consequência do arranjo dos átomos que os contituem, diferindo por suas ligações mais ou menos esparsas; no mesmo sentido, é possível que Demócrito tenha afirmado que corpos macroscópicos tenham um tendência à se mover para o vácuo em razão da menor resistência oferecido, outra demonstração do efeito do vácuo na dinâmica dos corpos.

#### Demócrito
Demócrito de Abdera (em grego clássico: Δημόκριτος, Dēmokritos, "escolhido do povo"; ca. 460 a.C. — 370 a.C.) foi um filósofo pré-socrático da Grécia Antiga. Nasceu na cidade de Mileto ou Abdera, viajou pela Babilônia, Egito e Atenas, e se estabeleceu em Abdera no final do século V a.C.. Do ponto de vista filosófico, a maior parte de suas obras (segundo a doxografia) tratou da ética e não apenas da physis (cujo estudo caracterizava os pré-socráticos).
Demócrito foi discípulo e depois sucessor de Leucipo de Mileto. Sua fama decorre do fato de ele ter sido o maior expoente da teoria atômica ou do atomismo. De acordo com essa teoria, tudo o que existe é composto por elementos indivisíveis chamados átomos (do grego, "a", negação e "tomo", divisível. Átomo= indivisível). Não há certeza se a teoria foi concebida por ele ou por seu mestre Leucipo, e a ligação estreita entre ambos dificulta a identificação do que foi pensado por um ou por outro. Todavia, parece não haver dúvidas de ter sido Demócrito quem de fato sistematizou o pensamento e a teoria atomista. Demócrito avançou também o conceito de um universo infinito, onde existem muitos outros mundos como o nosso.
Embora amplamente ignorado em Atenas durante sua vida, a obra de Demócrito foi bastante conhecida por Aristóteles, que a comentou extensivamente. É famosa a anedota de que Platão detestava tanto Demócrito que queria que todos os seus livros fossem queimados. Séculos mais tarde, na era moderna, filósofos marxistas contraporão o materialismo de Demócrato contra o idealismo de Sócrates. Há anedotas segundo as quais Demócrito ria e gargalhava de tudo e dizia que o riso torna sábio, o que o levou a ser conhecido, durante o renascimento, como "o filósofo que ri".

#### Epicurismo
O epicurismo (cujos representantes principais foram Epicuro e Lucrécio), que teve uma ampla difusão na antiguidade, foi influenciado pelo atomismo de Demócrito, mas com grandes mudanças. A principal diferença foi o abandono da ideia de turbilhão de átomos e a afirmação de que os átomos possuem peso e que, por isso, os átomos percorrem linhas retilíneas paralelas, tal como objetos em queda livre. Ocasionalmente, cada átomo exibe espontaneamente um desvio mínimo da linha reta indeterminado e imprevisível, desvio esse chamado clinamen. Esse desvio mínimo é que explicaria o choque e encontro entre os átomos.

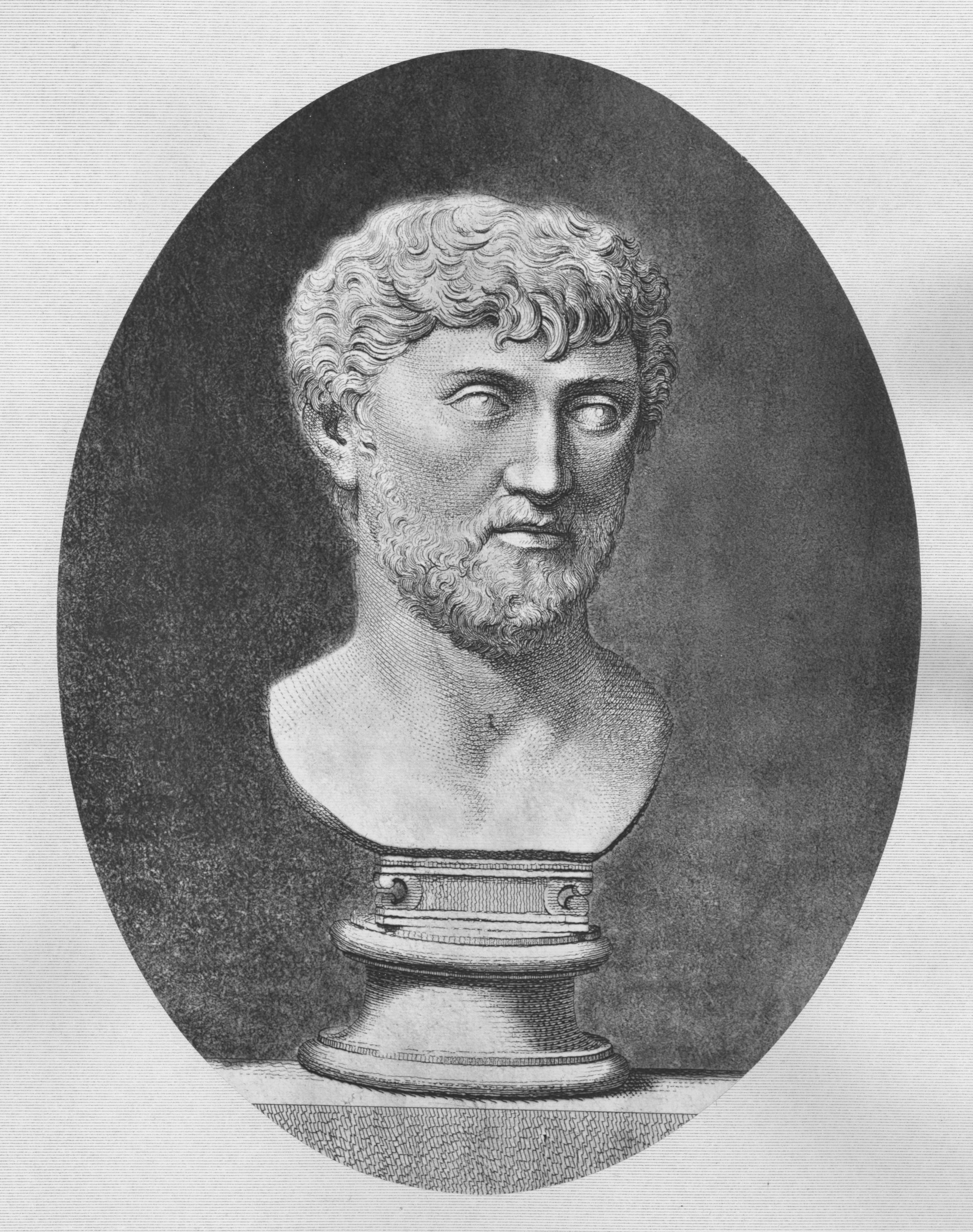
Lucrécio, filósofo epicurista latino, cuja obra De rerum natura serviu de referência do pensamento atomista na modernidade.

## Temas

### Geometria e átomos
| Elemento                                               | Poliedro             | Poliedro          | Faces | Triângulos |
| ------------------------------------------------------ | -------------------- | ----------------- | ----- | ---------- |
| Fogo                                                   | Tetraedro (Animação) | Tetrahedron       | 4     | 24         |
| Ar                                                     | Octaedro (Animação)  | Octahedron        | 8     | 48         |
| Água                                                   | Icosaedro (Animação) | Icosahedron       | 20    | 120        |
| Terra                                                  | Cubo (Animação)      | Hexahedron (cube) | 6     | 24         |
| Corpos geométricas simples, de acordo com Platão,Timeu |                      |                   |       |            |

Platão compôs sua teoria física sobre a constituição do universo baseando-se em um modelo geométrico, ele percebeu que uma teoria da natureza apenas aritmética era impossível e que era então preciso um novo método matemático para a descrição do mundo, assim, encorajou o desenvolvimento de um método geométrico que veio até mesmo a influenciar Euclides. A teoria platônica propôs uma versão geométrica para a teoria atômica,  usando o triângulo como o elemento básico de seu modelo de partículas elementares e partir dele construiu os sólidos geométricos. Cada elemento de Empédocles foi associado a um sólido geométrico em partícula, assim o cubo fora associado à terra por ser o mais imóvel dos quatro elementos; então pela ordem da estabilidade: o icosaedro à água, o octaedro ao ar e o tetraedro ao fogo.